# Dendrocerus stigma
Dendrocerus stigma är en stekelart som först beskrevs av Nees von Esenbeck 1834.  Dendrocerus stigma ingår i släktet Dendrocerus och familjen trefåresteklar. Inga underarter finns listade i Catalogue of Life.